# Dhigufinolhu
Dhigufinolhu ist eine unbewohnte Insel der Malediven am mittleren, östlichen Rand des Süd-Malé-Atolls.
Die von einem Resort beherrschte Touristeninsel ist etwa 500 Meter lang und bis zu 200 Meter breit. Sie liegt rund 22 Kilometer südlich der maledivischen Hauptstadt Malé.
Dhigufinolhu ist über lange Stege mit ihren kleineren Nachbarinseln Boduhuraa im Osten und Veliganduhuraa im Süden verbunden, auf welchen sich jeweils weitere touristische Anlagen befinden.